# Clifford Scott
Clifford Scott (San Antonio (Texas), 21 juni 1928 – 19 april 1993) was een Amerikaanse jazz- en rhythm-and-blues-saxofonist en -fluitist.

## Biografie
Scott had zijn eerste optreden in 1946 in de Keyhole Club in San Antonio en werkte eind jaren 1940 bij Jay McShann en Amos Milburn. Vanaf 1952 speelde hij in de band The Solid Senders van Roy Milton. Het jaar erop ging hij met Lionel Hampton op een Europese tournee, waarbij opnamen ontstonden in Frankrijk. In 1955 keerde hij terug bij Roy Milton, voordat hij aan het einde van het jaar wisselde naar Bill Doggett, waarbij hij bleef tot 1962. Hij werkte mee bij diens succesnummers Honky Tonk, Hold it, Slow Walk , Leaps and Bounds, Ram-bunk-shush, Rainbow Riot , Monster Party en Yocky Dock. Tijdens zijn tijd bij Doggett was hij werkzaam als sessiemuzikant bij King Records, bij opnamen van James Brown (Please, Please, Please en Try Me, 1958), maar kreeg ook de gelegenheid, eigen instrumentale nummers als Tossed Salad (King Records) uit te brengen. Bovendien nam hij een eerste lp op onder zijn eigen naam. Bij zijn eerste sessie in 1958 werkten ook Andrew Hill, Bobby Bryant en Malachi Favors mee. Verdere opnamen ontstonden in 1960, die echter niet werden gepubliceerd.
Na het verlaten van de Doggett-band werkte Scott mee bij sessies van Freddie King en verhuisde hij daarna naar Los Angeles. Tijdens de daaropvolgende jaren werkte hij mee bij opnamen van o.a. Carmell Jones, Victor Feldman, Marvin Jenkins, Groove Holmes, Lou Rawls, Jimmy Witherspoon en Charles Kynard. Tijdens deze periode nam hij weer op onder zijn eigen naam bij Pacific Jazz Records met Out Front (1963), met Joe Pass en Les McCann en Lavender Sax (1964), o.a. met Leroy Vinnegar, Carol Kaye, Charles Kynard en Emil Richards. Midden jaren 1960 werkte hij met Onzy Matthews, Della Reese en kort weer met Bill Doggett. Eind decennium behoorde hij tot de band van Ray Charles (My Kind of Jazz).
Begin jaren 1970 keerde Scott terug naar Texas, waar hij de rest van zijn leven doorbracht. In 1986 toerde hij in Europa met Wild Bill Davis (The Zurich Concert). Laatste plaatopnamen onder zijn eigen naam ontstonden begin jaren 1990 in Texas voor het Franse label New Rose. Op het gebied van de jazz en r&b was hij tussen 1949 en 1992 betrokken bij 99 opnamesessies, uitgezonderd de genoemden ook met Big Joe Turner, Cora Woods, Little Willie John, Herb Lance, Little Jimmy Scott, Lula Reed en Gil Fuller.

## Overlijden
Clifford Scott overleed in april 1993 op 64-jarige leeftijd.
- Bibliothèque nationale de France: cb13899595w (data)
- Gemeinsame Normdatei: 134518055
- International Standard Name Identifier: 0000 0000 3593 2618
- Library of Congress Control Number: n96022141
- MusicBrainz: 27dc10b9-e8e5-4a2a-9e30-a2a5ad8e409b
- Nationale Bibliotheek van Israël: 987007407760605171
- Virtual International Authority File: 46024205
- WorldCat: E39PBJt8mvFBprpw6B8Jq63CwC